# Gabriel D'Empaire
Gabriel D'Empaire (Maracaibo, Venezuela, 18 de agosto de 1885-Caracas, 14 de octubre de 1971) fue un pintor hijo de  Alejandro D’Empaire y Genoveva Troconis. 
Conoció a Armando Reverón, quien lo retrató. Además de la obra propia, hoy diseminada, en poder de diversos coleccionistas, copió cuadros de Arturo Michelena (La vara rota, Miranda en La Carraca, La joven madre y Pentesilea, esta última por encargo de Isaías Medina Angarita, quien deseaba obsequiarla a Manuel Prado, presidente del Perú).

## Trayectoria académica
- En 1893 fue enviado al Colegio Cedestrón en Curazao donde permaneció diez años y realizó estudios generales y de idiomas.
- En 1903 se trasladó a Caracas para iniciar cursos de artes plásticas, primero con el artista francés A. Durban y luego con Antonio Herrera Toro.

## Vida y obra
Antonio Herrera Toro lo recomendó al director de El Cojo Ilustrado, Jesús María Herrera Irigoyen, como colaborador artístico y desde entonces ilustró muchas de sus páginas con viñetas, figuras, alegorías y reproducciones de sus propios dibujos.
También atendía su taller de pintura y decoración establecido de Cruz a Velásquez. En esa época era usual el arreglo mural de paisajes y motivos en las casas que sustituían los tapices que pocas personas podían poseer.
En 1911 se casa con Carolina Estrada y se dedica de lleno a la pintura, haciendo de ella una profesión para vivir. Pintó paisajes, marinas, bodegones y flores, sobre todo rosas.
En 1948 se traslada a Caraballeda, donde permaneció cerca de seis años realizando principalmente paisajes de la costa y escenas populares.
Conoció a Armando Reverón, quien lo retrató. Además de la obra propia, hoy diseminada, en poder de diversos coleccionistas, copió cuadros de Arturo Michelena (La vara rota, Miranda en La Carraca, La joven madre y Pentesilea, esta última por encargo de Isaías Medina Angarita, quien deseaba obsequiarla a Manuel Prado, presidente del Perú).

## Colecciones individuales
- Paisaje del Ávila (óleo sobre tela).
- Iglesia de San Francisco (óleo sobre cartón piedra).